# Rifrepubliken
Rifrepubliken (berbiska: Tagduda n Arif; spanska: República del Rif), fullständigt namn Rifstammarnas konfederala republik, var en upprorsrepublik mot det spanska kolonialstyret i Rif i norra Marocko. Den grundades i september 1921, då befolkningen i Rif gjorde uppror och förklarade sig självständig både från det spanska styret och från den marockanske sultanen Yūsuf av Marocko.
Republikens huvudstad var Ajdir och befolkningen uppgick till omkring 550.000, då Abd el-Krim, republikens president, den 18 september förklarade landet självständigt. Efter Rifkriget, då de spanska och franska styrkorna hade ingripit med stora truppstyrkor och spanjorerna använt kemiska vapen mot rifberberna, upplöstes republiken 1926, och kolonistyret fortsatte.